# آرتور نایوت ویلسون
آرتور نایوت ویلسون (انگلیسی: Arthur Wilson; ۴ مارس ۱۸۴۲ – ۲۵ مهٔ ۱۹۲۱) فرد نظامی اهل پادشاهی متحد بریتانیای کبیر و ایرلند بود. وی همچنین برندهٔ جوایزی همچون لژیون دونور (افسر بزرگ) و صلیب ویکتوریا شده‌است.
او افسر نیروی دریایی سلطنتی بود. او در جنگ انگلیس و مصر در سال ۱۸۸۲ و سپس جنگ مهدی خدمت کرد و در طول نبرد ال تب در فوریه ۱۸۸۴ نشان صلیب ویکتوریا به او اعطا شد. او فرماندهی یک ناو جنگی، مدرسه اژدرافکنی ورنون و سپس یک ناو جنگی دیگر را بر عهده گرفت و سپس مسئولیت اسکادران اژدر آزمایشی را بر عهده گرفت. او بعداً فرماندهی ناوگان کانال را بر عهده گرفت. او مدت کوتاهی به عنوان لرد اول دریا خدمت کرد، اما در آن نقش "خشن، غیرمنطقی و مستبد" بود و در واقع فقط به عنوان جانشین دریاسالار سر جان فیشر انتخاب شد زیرا از اصلاحات فیشر حمایت می‌کرد. ویلسون به دلیل مخالفتش با تأسیس ستاد نیروی دریایی، حتی کمتر از آنچه که به دلیل ماهیت موقت انتصابش در نظر گرفته شده بود، دوام آورد. او که در آغاز جنگ جهانی اول به عنوان مشاور منصوب شده بود، از طرح‌های تهاجمی در دریای شمال از جمله تصرف هلیگولند حمایت می‌کرد و از طرفداران اولیه توسعه و استفاده از زیردریایی‌ها در نیروی دریایی سلطنتی بود.